# 伊根町営バス

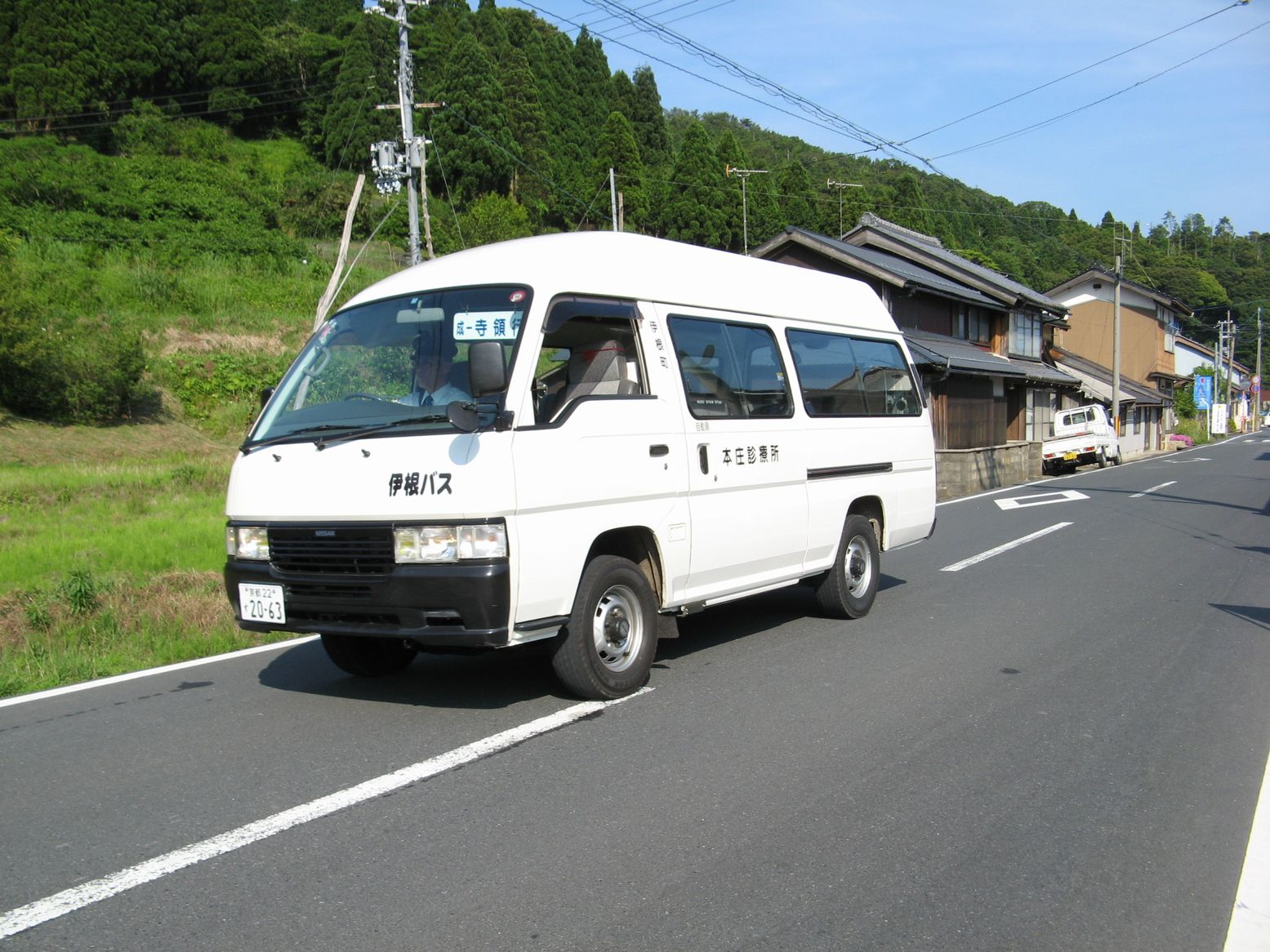
車両

伊根町営バス（いねちょうえいバス）は、京都府与謝郡伊根町が運行していたコミュニティバス。2004年4月運行開始。丹後海陸交通（丹海バス）に運行を委託している。略称は「伊根バス」。2022年3月31日をもって廃止。交通空白地有償運送「予約型乗合事業」（愛称「いねタク」）の運行に移行した。

## 概要
2000年よりコミュニティバスとして診療所の通院バス・スクールバスとして運行していたが、一般住民も利用できるよう、2004年（平成16年）4月1日から町営バスとして運行を開始した。
運行日は系統によって異なり、月 - 金曜日運行、土曜日運行、登校日運行、冬期運休などがある。長延本庄線と畑谷本庄線の全線、及び本庄筒川線と筒川伊根線の一部については、乗車前日までに丹海バスへの予約が必要である。
利用者数の減少などの理由により2022年3月31日をもって廃止。翌4月1日より予約型乗合事業（愛称「いねタク」）の運行に移行した
。

## 運賃
- 大人：150円
- 小人は大人料金の半額。10円未満の端数は切り上げ。
- 障害者は手帳提示で半額となる。
- 伊根町在住者が診療所へ通院する場合は半額となる。

## 路線
- 本庄筒川線：寺領 - 本庄診療所（一部予約運行）
- 筒川伊根線：寺領（野村） - 伊根診療所（一部予約運行）
- 野室本庄線：野室 - 本庄診療所
- 長延本庄線：長延 - 本庄診療所（予約運行）
- 畑谷本庄線：畑谷 - 本庄診療所（予約運行）

## 車両
- 日産・キャラバン